# Alexandre Kapoustianski
Alexandre Borissovitch Kapoustianski (en russe : Александр Борисович Капустянский, né en 1906 - ?, ?) est un photographe photojournaliste russe.

## Biographie
Alexandre Kapoustianski, photographe de la Grande Guerre patriotique, a travaillé pour RIA Novosti[réf. nécessaire].

## Galerie

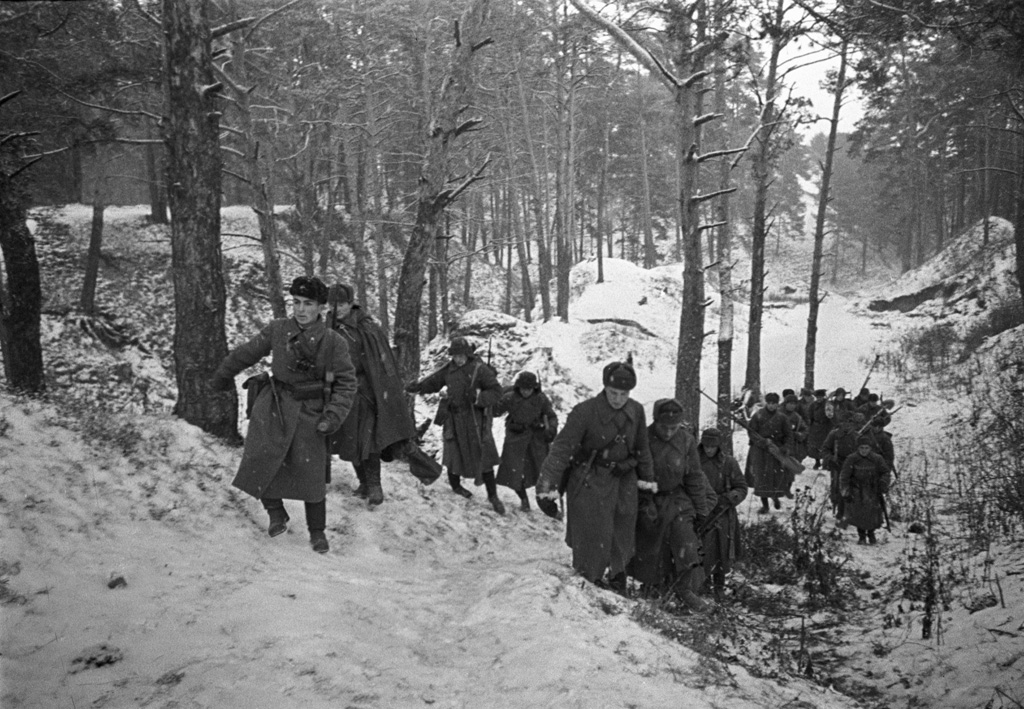
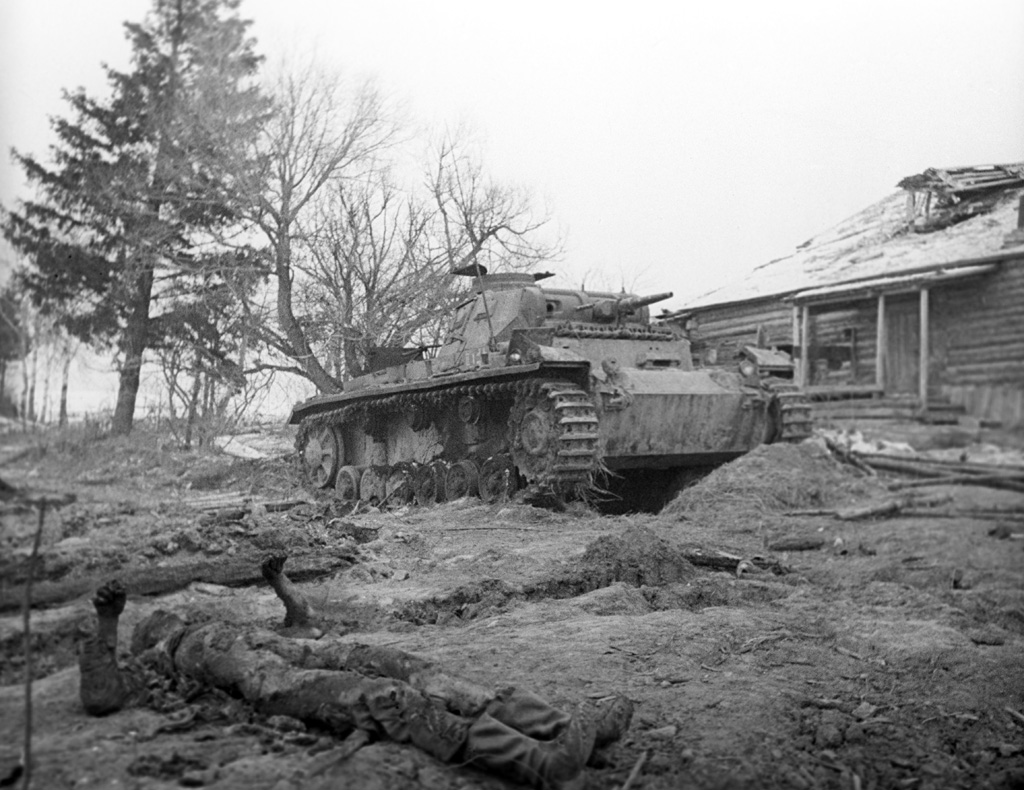
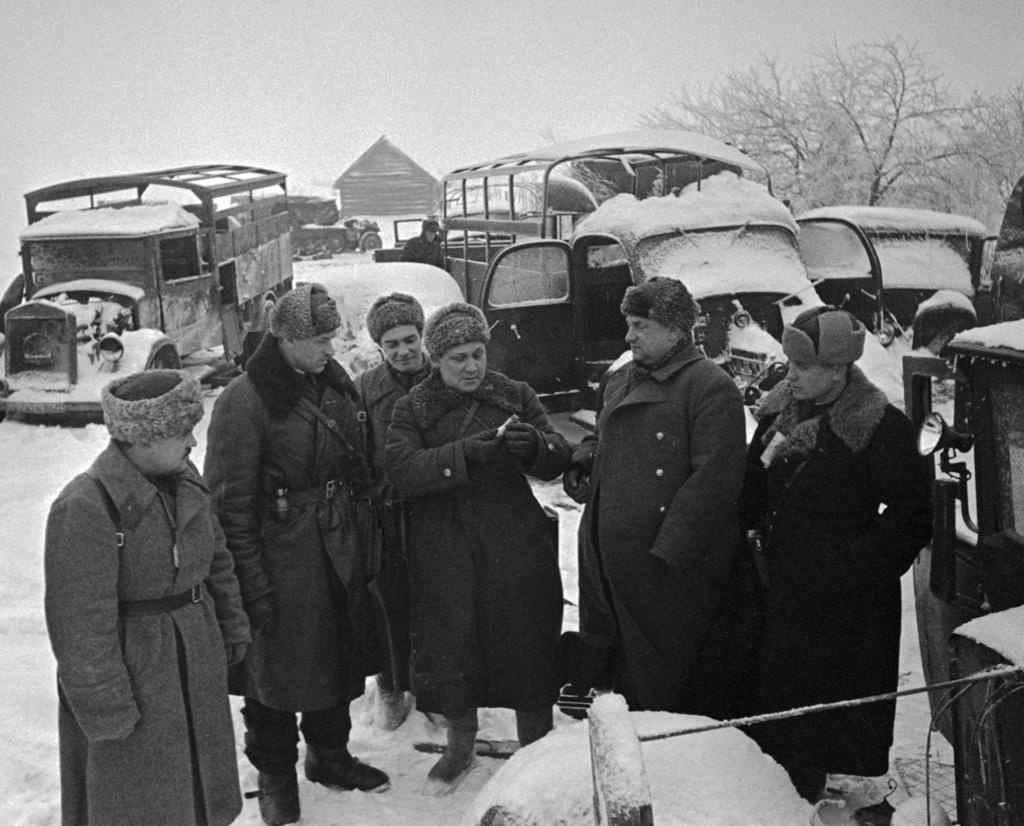
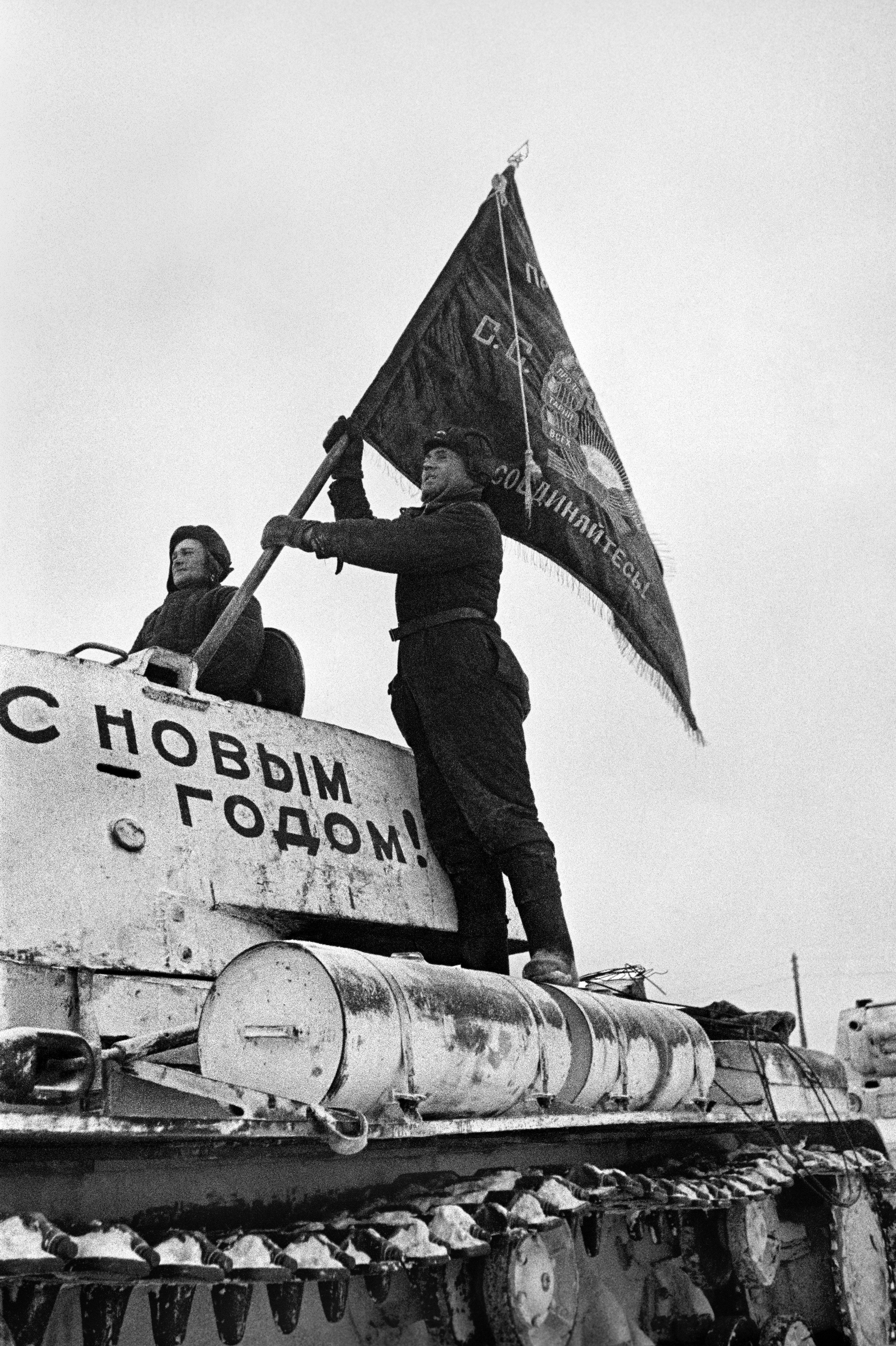